# Miss Intercontinental Venezuela 2019
El Miss Intercontinental Venezuela 2019 fue la tercera (3°) edición del concurso Miss Intercontinental Venezuela, que se llevó a cabo en Caracas, Venezuela, el 24 de noviembre de 2019. Veintiséis (26) candidatas en representación de diversas regiones y estados del país compitieron por el título. 
Al final del evento, Brenda Suárez, Miss Intercontinental Venezuela 2018, de Miranda, coronó a su sucesora, Auri Esthefani López Camejo, de Carabobo, como Miss Intercontinental Venezuela 2019.
Del mismo modo, se otorgaron bandas a otros concursos internacionales, certámenes del cual posee franquicias la Organización Miss Global Beauty Venezuela.

## Resultados
| Resultado final                       | Candidata |
| ------------------------------------- | --- |
| Miss Intercontinental Venezuela 2019  | - Carabobo — Auri López |
| Miss Eco Venezuela 2019               | - Dependencias Federales — María Laura Montes |
| Miss Landscapes Venezuela 2019        | - Táchira — Neidaly Jaimes |
| Top Model of the World Venezuela 2019 | - Miranda — Andrea Herrera |
| The Miss Globe Venezuela 2019         | - Portuguesa — Michelle Cabriles |
| Miss Glam World Venezuela 2019        | - Zulia — Nathaly Perozo |
| Miss Friendship Venezuela 2019        | - Distrito Capital — Paola Posada |
| Miss Interglobal Venezuela 2019       | - Lara — Oriana Tampoa |
| Miss Eco Teen Venezuela 2019          | - Guárico — Ained Guadalupe Gómez Torrealba |
| Top 16                                | - Anzoátegui — Melissa Betancourt - Apure — Katherin Pinto - Aragua — Daniela Campos - Cojedes — Alejandra del Valle Gil - Costa Oriental — Pierangela Noriega - Guárico — Ained Gómez Torrealba - Sucre — Romina Figueroa - Yaracuy — Laura Bauer |

Miss Multinational Venezuela 2019 fue un título agregado que al final del evento no fue otorgado. La ganadora del título asistiría a Miss Multinacional 2020.

## Premios especiales
| Resultado final       | Candidata                         |
| --------------------- | --------------------------------- |
| Miss Interactiva      | - Distrito Capital - Paola Posada |
| Miss Amistad          | - Táchira - Neidaly Jaimes        |
| Miss Elegancia        | - Apure - Katherin Pinto          |
| Miss Popularidad      | - Trujillo - Fabiola Hernández    |
| Miss Fotogénica       | - Lara - Oriana Tampoa            |
| Miss Actitud          | - Aragua - Daniela Campos         |
| Miss Belleza Integral | - Miranda - Andrea Herrera        |
| Mejor Sonrisa         | - Yaracuy - Laura Bauer           |
| Figura Yelight        | - Lara - Oriana Tampoa            |

## Candidatas
(En la tabla se utiliza su nombre completo, los sobrenombres van entrecomillados y los apellidos utilizados como nombre artístico, entre paréntesis; fuera de ella se utilizan sus nombres «artísticos» o simplificados)
| Estado / Región        | Candidata                               | Edad | Estatura | Ciudad natal |
| ---------------------- | --------------------------------------- | ---- | -------- | ------------ |
| Amazonas               | Merlina Zirumay Pujols Noboa            | 25   | 1.76     | Caracas      |
| Anzoátegui             | Melissa Virginia Betancourt Olejnikov   | 25   | 1.76     | Barcelona    |
| Apure                  | Katherin Pinto                          | 21   | 1.69     | Maracay      |
| Aragua                 | Daniela Richell Campos Garrido          | 20   | 1.72     | La Victoria  |
| Barinas                | Mariá Victoria Arias                    | 18   | 1.69     | Valencia     |
| Bolívar                | Aurora De Los Angeles Delgado Barrios   | 19   | 1.70     |              |
| Carabobo               | Auri Esthefani López Camejo             | 19   | 1.70     | Tinaquillo   |
| Cojedes                | Laleska Alejandra del Valle Gil Barrera | 21   | 1.75     |              |
| Costa Oriental         | Pierangela Estefani Noriega Domínguez   | 25   | 1.76     |              |
| Delta Amacuro          | Gaudinelys Daniela Sánchez Vargas       | 18   | 1.75     |              |
| Dependencias Federales | María Laura Montes González             | 23   | 1.70     |              |
| Distrito Capital       | Paola Andreína Posada González          | 20   | 1.75     |              |
| Falcón                 | Giscel Andreína Pignatelli Chirinos     | 21   | 1.77     |              |
| Guárico                | Ained Guadalupe Gómez Torrealba         | 18   | 1.70     |              |
| Lara                   | Oriana Valentina Tampoa Suárez          | 21   | 1.72     | Barquisimeto |
| Mérida                 | Daniela Alejandra López Pernia          | 18   | 1.78     |              |
| Miranda                | Andrea Herrera                          | 23   | 1.80     |              |
| Monagas                | Fabiola Valentina Sifontes Guevara      | 19   | 1.72     |              |
| Nueva Esparta          | Valeria Alejandra Rondón Fernández      | 21   | 1.72     |              |
| Portuguesa             | Michelle Sai Cabriles Hernández         | 22   | 1.72     |              |
| Sucre                  | Romina Alejandra Figueroa Colón         | 24   | 1.72     |              |
| Táchira                | Neidaly de los Angeles Jaimes Molina    | 21   | 1.70     |              |
| Trujillo               | Fabiola Alejandra Hernández Hergueta    | 18   | 1.75     |              |
| Vargas                 | Coral Estrella Suarez González          | 21   | 1.75     |              |
| Yaracuy                | Laura Anamari Bauer Girón               | 20   | 1.75     |              |
| Zulia                  | Nathaly Carolina Perozo Serrano         | 21   | 1.72     |              |